# Eduard Franz
Eduard Franz Schmidt (Milwaukee, 31 ottobre 1902 – Los Angeles, 10 febbraio 1983) è stato un attore statunitense.
È morto nel 1983, a 80 anni dopo una lunga malattia.

## Filmografia parziale

### Cinema
- Il sipario di ferro (The Iron Curtain), regia di William A. Wellman (1948)
- Jim lo sfregiato (Hollow Triumph), regia di Steve Sekely (1948)
- La strega rossa (Wake of the Red Witch), regia di Edward Ludwig (1948)
- Marocco (Outpost in Morocco), regia di Robert Florey (1949)
- Madame Bovary, regia di Vincente Minnelli (1949)
- Dora bambola bionda! (Oh, You Beautiful Doll), regia di John M. Stahl (1949)
- Il segreto di una donna (Whirlpool), regia di Otto Preminger (1949)
- Francis il mulo parlante (Francis), regia di Arthur Lubin (1950)
- I clienti di mia moglie (Emergency Wedding), regia di Edward Buzzell (1950)
- La cosa da un altro mondo (The Thing from Another World), regia di Christian Nyby e, non accreditato, Howard Hawks (1951)
- Il grande Caruso (The Great Caruso), regia di Richard Thorpe (1951)
- Rommel, la volpe del deserto (The Desert Fox: The Story of Rommel), regia di Henry Hathaway (1951)
- Lo sconosciuto (The Unknown Man), regia di Richard Thorpe (1951)
- Operazione Z (One Minute to Zero), regia di Tay Garnett (1952)
- Da quando sei mia (Because You're Mine), regia di Alexander Hall (1952)
- La ragazza della domenica (Everything I Have Is Yours), regia di Robert Z. Leonard (1952)
- Il cantante di jazz (The Jazz Singer), regia di Michael Curtiz (1952)
- La sposa sognata (Dream Wife), regia di Sidney Sheldon (1953)
- Amanti latini (Latin Lovers), regia di Mervyn LeRoy (1953)
- Il re d'Israele (Sins of Jezebel), regia di Reginald Le Borg (1953)
- Missione suicidio (Beachhead), regia di Stuart Heisler (1954)
- La lancia che uccide (Broken Lance), regia di Edward Dmytryk (1954)
- Il re dei barbari (Sign of the Pagan), regia di Douglas Sirk (1954)
- La vergine della valle (White Feather), regia di Robert D. Webb (1955)
- Lady Godiva (Lady Godiva of Coventry), regia di Arthur Lubin (1955)
- Alamo (The Last Command), regia di Frank Lloyd (1955)
- Il cacciatore di indiani (The Indian Fighter), regia di André De Toth (1955)
- Ricatto a tre giurati (Three for Jamie Dawn), regia di Thomas Carr (1956)
- Le colline bruciano (The Burning Hills), regia di Stuart Heisler (1956)
- I dieci comandamenti (The Ten Commandments), regia di Cecil B. DeMille (1956)
- Sotto la minaccia (Man Afraid), regia di Harry Keller (1957)
- La legge del fucile (Day of the Badman), regia di Harry Keller (1958)
- Una storia del West (The Last of the fast Guns), regia di George Sherman (1958)
- Un certo sorriso (A Certain Smile), regia di Jean Negulesco (1958)
- La storia di Ruth (The Story of Ruth), regia di Henry Koster (1960)
- La carovana dei coraggiosi (The Fiercest Heart), regia di George Sherman (1961)
- Francesco d'Assisi (Francis of Assisi), regia di Michael Curtiz (1961)
- Hatari!, regia di Howard Hawks (1962)
- Cyborg anno 2087 - Metà uomo, metà macchina... programmato per uccidere (Cyborg 2087), regia di Franklin Adreon (1966)
- La folle impresa del dottor Schaefer (The President's Analyst), regia di Theodore J. Flicker (1967)
- E Johnny prese il fucile (Johnny Got His Gun), regia di Dalton Trumbo (1971)

### Televisione
- General Electric Theater – serie TV, episodi 2x02-5x17-8x23 (1953-1960)
- Climax! – serie TV, episodi 1x05-4x17 (1954-1958)
- The 20th Century-Fox Hour – serie TV, episodi 1x07-2x07 (1955-1956)
- Crossroads – serie TV, episodio 2x15 (1957)
- The DuPont Show of the Month – serie TV, episodio 1x03 (1957)
- Panico (Panic!) – serie TV, episodio 1x04 (1957)
- The Restless Gun – serie TV, episodio 1x38 (1958)
- Zorro – serie TV, episodi 2x01-2x02-2x03-2x04 (1958)
- Pursuit – serie TV, episodio 1x10 (1958)
- David Niven Show (The David Niven Show) – serie TV, episodio 1x08 (1959)
- Cimarron City – serie TV, episodio 1x26 (1959)
- Ricercato vivo o morto (Wanted: Dead or Alive) – serie TV, episodi 1x33-2x24 (1959-1960)
- Michael Shayne – serie TV episodio 1x05 (1960)
- June Allyson Show (The DuPont Show with June Allyson) – serie TV, episodio 2x04 (1960)
- Have Gun - Will Travel – serie TV, episodio 4x31 (1961)
- The Dick Powell Show – serie TV, episodi 1x18-2x22 (1962-1963)
- The Wide Country – serie TV, episodio 1x20 (1963)
- Bonanza – serie TV, episodio 4x20 (1963)
- Ben Casey – serie TV, episodi 3x01-4x03 (1963-1964)
- Il virginiano (The Virginian) – serie TV, episodio 4x24 (1966)
- A Man Called Shenandoah – serie TV, episodio 1x34 (1966)
- Operazione ladro (It Takes a Thief) – serie TV, episodio 3x14 (1969)
- La congiura (The Brotherhood of the Bell), regia di Paul Wendkos – film TV (1970)
- Le strade di San Francisco (The Streets of San Francisco) – serie TV, 1 episodio (1975)

## Doppiatori italiani
- Giorgio Capecchi in Il segreto di una donna; La cosa da un altro mondo; Francesco d'Assisi, Hatari!
- Renato Turi in Il cacciatore di indiani, La storia di Ruth
- Amilcare Pettinelli in La strega rossa; I dieci comandamenti
- Olinto Cristina in Il grande Caruso
- Gaetano Verna in Francis il mulo parlante
- Giuseppe Rinaldi in Rommel la volpe del deserto
- Manlio Busoni in Amanti latini
- Cesare Polacco in La lancia che uccide
- Luigi Pavese in Le colline bruciano
- Antonio Guidi in Zorro (doppiaggio 1966)
- Dario Penne in Zorro (doppiaggio 1992)